# 우정국로
우정국로(郵政局路, Ujeongguk-ro)는 서울특별시 종로구 서린동 43-3에서 시작하여 송현동 49-2에서 끝나는 도로이다.
도로명은 개화기에 우편 업무를 총괄했던 우정총국이 있었던 것에서 유래했으며, 우정국로상이 아닌 종로상에 있지만 광화문우체국이 이 도로의 서쪽에 있다.

## 역사
- 1966년 11월 26일 : ‘화신앞(종로구 종로2가 1)~안국동로타리(종로구 견지동 7)’ 구간을 안국로(安國路)로 지정[1]
- 1984년 11월 7일 : 우정국로로 개칭
- 2010년 4월 22일 : 남대문로 청계1가~종로1가 구간을 편입[2]

## 주요 경유지
서울특별시
- 종로구 (서린동 - 종로1가 - 공평동 - 견지동 - 송현동)

## 노선
- 연한 파란색(■): 서울특별시도 제2115호선 구간

| 교차로 · 교량                           | 접속 노선                                 | 소재지                                  | 소재지                                  | 비고                                    |
| 서울특별시도 제2115호선 남대문로와 직결 | 서울특별시도 제2115호선 남대문로와 직결   | 서울특별시도 제2115호선 남대문로와 직결 | 서울특별시도 제2115호선 남대문로와 직결 | 서울특별시도 제2115호선 남대문로와 직결 |
| --------------------------------------- | ----------------------------------------- | --------------------------------------- | --------------------------------------- | --------------------------------------- |
| 광교 (청계천)                           | 서울특별시도 제2115호선 남대문로          | 종로구                                  | 종로1.2.3.4가동                         |                                         |
| 광교                                    | 서울특별시도 제50호선 청계천로            | 종로구                                  | 종로1.2.3.4가동                         |                                         |
| 종로1가                                 | 국도 제6호선 · 서울특별시도 제51호선 종로 | 종로구                                  | 종로1.2.3.4가동                         |                                         |
| 조계사앞                                | 삼봉로                                    | 종로구                                  | 종로1.2.3.4가동                         |                                         |
| 조계사앞                                | 인사동5길                                 | 종로구                                  | 종로1.2.3.4가동                         |                                         |
| 안국동사거리                            | 서울특별시도 제C1호선 율곡로              | 종로구                                  | 종로1.2.3.4가동                         |                                         |
| 안국동사거리                            | 율곡로3길                                 | 종로구                                  | 종로1.2.3.4가동                         |                                         |
| 안국동사거리                            | 율곡로4길                                 | 종로구                                  | 종로1.2.3.4가동                         |                                         |
| 안국동사거리                            | 인사동길                                  | 종로구                                  | 종로1.2.3.4가동                         |                                         |
| 율곡로3길과 직결                        |                                           |                                         |                                         |                                         |

## 부속도로
- ● : 전 구간 해당
- ▲ : 일부 구간 해당
- ✖ : 해당 없음

| 도로명      | 기점        | 종점         | 총연장 (m) | 차량 통행 가능 | 일방통행 | 소재지 | 소재지          |
| ----------- | ----------- | ------------ | ---------- | -------------- | -------- | ------ | --------------- |
| 우정국로2길 | 서린동 1-11 | 관철동 13-22 | 259        | ●              | ●        | 종로구 | 종로1.2.3.4가동 |

## 주요 기관 및 시설
- 센트로폴리스빌딩 (서울특별시 종로구 우정국로 26) - 금호아시아나그룹이 입주해 있다.
- NH농협은행 종로지점 (서울특별시 종로구 우정국로 38)
- 조계사불교대학 (서울특별시 종로구 우정국로 45-19)
- 희망의우리학교 (서울특별시 종로구 우정국로 45-24)
- 아벤트리호텔 (서울특별시 종로구 우정국로 46)
- 신한은행 종로금융센터점 (서울특별시 종로구 우정국로 48)
- 대한불교조계종 조계사 (서울특별시 종로구 우정국로 55)
- 불교중앙박물관 (서울특별시 종로구 우정국로 55)
- 불교인재원 (서울특별시 종로구 우정국로 67)